# عين الملوك
عين الملوك هي إحدى بلديات ولاية ميلة الجزائرية.
كانت من بين البلديات الصغيرة التي تشارك في الثورة التحريرية 1953-1962 وقد قدمت 205 شهيد و57 مجاهدا كتب اللّه لهم الحياة ليروا بأم أعينهم العلم يرفرف في سماء الجزائر.
تعرضت بلدية عين الملوك إلى 10 هجمات في تواريخ مختلفة حققوا فيها انتصارات عديدة تستحق الذكر .
كما شاركت في عدة مظاهرات أهمها مظاهرات 11 ديسمبر 1960 ومظاهرات 5 جويلية 1962.
أهم المناطق التابعة إلى بلدية عين الملوك نذكر منها: أولاد الزرقة، أولاد صالح، ذراع الطبال، الڨراعشة، شعاب الآخرة، جبل ڨروز .

## أهم الإنجازات حول الثورة
- انجاز فيلم وثائقي طويل حول المجاهد النوفمبري عبد الحفيظ بوالصوف بتمويل من الولاية .
- المساهمة في إعداد مشروع إنجاز فيلم عن الثورة التحريرية عنوانه (أسود الجزائر )للمخرج السيد حسن عصماني.
- كتاب من مآثر ثورة نوفمبر 1954\1962 بولاية ميلة بتمويل من الولاية .
- مشروع إنجاز 160 لوحة زيتية تجسد بعض الأحداث التاريخية التي شهدتها الولاية بمعدل 5 لكل بلدية بتمويل من الولاية، وغيرها من المشاريع التي في طريق الإنجاز.